# جنومريك
جنومريك (بالإنجليزية: Gnumeric)‏ هو تطبيق جداول بيانات للمعالجة التفاعليَّة للبيانات، وهو جزء من مشروع سطح المكتب الحُر جنوم. تمَّ إنشاؤه وتطويرهُ بواسطة ميجيل دي إيكازا. لكنه انتقل منذ ذلك الحين إلى مشاريعٍ أخرى، وقد أصبح المُشرف جودي جولدبيرج اعتبارًا من 2002.

## وصلات خارجيَّة
- الموقع الرسمي
- جنومريك على موقع Open Hub (الإنجليزية)
- جنومريك على موقع Free Software Directory (الإنجليزية)